# Giro d'Itàlia de 1935
El Giro d'Itàlia de 1935 fou la vint-i-tresena edició del Giro d'Itàlia i es disputà entre el 18 de maig i el 9 de juny de 1935, amb un recorregut de 3.577 km distribuïts en 18 etapes, dues d'elles contrarellotge individuals. 102 ciclistes hi van prendre part, acabant-la 62 d'ells. La sortida i arribada es feu a Milà.

## Història
Per primera vegada s'instauren les etapes amb dos sectors, en concret la 5a i la 13a.
En aquesta edició produeix un relleu generacional entre Alfredo Binda, que fa la seva darrera participació, i Gino Bartali, que amb tan sols 21 anys, fa la seva primera aparició en una gran volta, tot guanyant una etapa i la classificació de la muntanya.
El vencedor final fou Vasco Bergamaschi, per davant de Giuseppe Martano i Giuseppe Olmo.

## Classificacions finals

### Classificació general
| Classificació General                  | Classificació General    | Classificació General | Classificació General |
| Pos.                                   | Ciclista                 | Equip                 | Temps                 |
| -------------------------------------- | ------------------------ | --------------------- | --------------------- |
| 1                                      | Vasco Bergamaschi (ITA)  | Maino                 | 113h 22' 46"          |
| 2                                      | Giuseppe Martano (ITA)   | Fréjus                | + 3' 07"              |
| 3                                      | Giuseppe Olmo (ITA)      | Bianchi               | + 6' 12"              |
| 4                                      | Learco Guerra (ITA)      | Maino                 | + 7' 22"              |
| 5                                      | Maurice Archambaud (FRA) | Dei                   | + 9' 19"              |
| 6                                      | Remo Bertoni (ITA)       | Legnano               | + 9' 46"              |
| 7                                      | Gino Bartali (ITA)       | Fréjus                | + 16' 01"             |
| 8                                      | Ezio Cecchi (ITA)        | Gloria                | + 16' 03"             |
| 9                                      | Augusto Introzzi (ITA)   | Gloria                | + 17' 01"             |
| 10                                     | Ambrogio Morelli (ITA)   | Individual            | + 17' 13"             |
| 102 participants, 62 acabaren la cursa |                          |                       |                       |

### Classificació de la muntanya
|   | Ciclista             | Equip   | Punts |
| - | -------------------- | ------- | ----- |
| 1 | Gino Bartali (ITA)   | Fréjus  | --    |
| 2 | Remo Bertoni (ITA)   | Legnano | --    |
| 3 | Mario Cipriani (ITA) | Fréjus  | --    |

## Etapes
| Etapa   | Data       | Recorregut                    | Km  | Vencedor d'etapa          | Líder de la general       |
| ------- | ---------- | ----------------------------- | --- | ------------------------- | ------------------------- |
| 1a      | 18 de maig | Milà – Cremona                | 165 | Vasco Bergamaschi (ITA)   | Vasco Bergamaschi (ITA)   |
| 2a      | 19 de maig | Cremona - Màntua              | 175 | Domenico Piemontesi (ITA) | Domenico Piemontesi (ITA) |
| 3a      | 20 de maig | Màntua - Rovigo               | 163 | Learco Guerra (ITA)       | Domenico Piemontesi (ITA) |
| 4a      | 21 de maig | Rovigo - Cesenatico           | 140 | Learco Guerra (ITA)       | Walter Fantini (ITA)      |
| 5a (a)  | 22 de maig | Cesena - Riccione (CRI)       | 35  | Giuseppe Olmo (ITA)       | Giuseppe Olmo (ITA)       |
| 5a (b)  | 22 de maig | Riccione - Porto Civitanova   | 136 | Antonio Folco (ITA)       | Giuseppe Olmo (ITA)       |
| 6a      | 24 de maig | Porto Civitanova - L'Aquila   | 171 | Gino Bartali (ITA)        | Vasco Bergamaschi (ITA)   |
| 7a      | 25 de maig | L'Aquila - Lanciano           | 146 | Learco Guerra (ITA)       | Vasco Bergamaschi (ITA)   |
| 8a      | 26 de maig | Lanciano - Bari               | 308 | Learco Guerra (ITA)       | Vasco Bergamaschi (ITA)   |
| 9a      | 28 de maig | Bari - Nàpols                 | 333 | Raffaele di Paco (ITA)    | Vasco Bergamaschi (ITA)   |
| 10a     | 30 de maig | Nàpols - Roma                 | 250 | Learco Guerra (ITA)       | Vasco Bergamaschi (ITA)   |
| 11a     | 31 de maig | Roma - Florència              | 317 | Vasco Bergamaschi (ITA)   | Vasco Bergamaschi (ITA)   |
| 12a     | 2 de juny  | Florència - Montecatini Terme | 134 | Giuseppe Olmo (ITA)       | Vasco Bergamaschi (ITA)   |
| 13a (a) | 3 de juny  | Montecatini Terme - Lucca     | 99  | René Debenne (FRA)        | Vasco Bergamaschi (ITA)   |
| 13a (b) | 3 de juny  | Lucca - Viareggio (CRI)       | 55  | Maurice Archambaud (FRA)  | Vasco Bergamaschi (ITA)   |
| 14a     | 4 de juny  | Viareggio - Gènova            | 172 | Raffaele di Paco (ITA)    | Vasco Bergamaschi (ITA)   |
| 15a     | 6 de juny  | Gènova - Cuneo                | 148 | Giuseppe Olmo (ITA)       | Vasco Bergamaschi (ITA)   |
| 16a     | 7 de juny  | Cuneo - Asti                  | 91  | Giuseppe Olmo (ITA)       | Vasco Bergamaschi (ITA)   |
| 17a     | 8 de juny  | Asti - Torí                   | 250 | Raffaele di Paco (ITA)    | Vasco Bergamaschi (ITA)   |
| 18a     | 9 de juny  | Torí - Milà                   | 290 | Raffaele di Paco (ITA)    | Vasco Bergamaschi (ITA)   |